# Longithorax
Longithorax (лат.) — род ракообразных семейства Mysidae из отряда Мизиды.

## Описание
Представители рода отличаются от других мизид следующими признаками: последний грудной сомит очень длинный, занимает около 1/3 головогруди; глаза нормальные или несколько уменьшенные, с пальцевидным отростком на стебельках; тельсон треугольной формы, с шипами на вершине и дистальной части боковых краев. Плеоподы самцов двуветвистые, 1-я пара с многосуставным экзоподом и несращенным эндоподитом; 2—5-я пары с многочлениковыми экзоподом и эндоподитом. Первый переопод (ходильная нога) имеет хорошо развитый экзопод (внешняя ветвь), карпопроподы эндопода (внутренняя ветвь) с 3-й по 8-ю ветвь переопод делится на подсегменты, и на эндоподе уропод (задних придатках) есть статоцисты.

## Классификация
Род Longithorax был впервые выделен в 1906 году и включает представителей, обитающих на глубинах до 3000 м, с длиной тела от 9 до 25 мм.
- Longithorax alicei Nouvel, 1942 — Канарские острова, мезопелагиаль, 29N (длина тела около 9 мм)[6]
- Longithorax capensis Zimmer, 1914 — на глубинах до 3000 м, 15N — 40S (длина тела около 10 мм)[6]
- Longithorax fuscus Hansen, 1908 — на глубинах от 700 до 2000 м, 62N — 5N (длина тела от 17 до 25 мм)[6]
- Longithorax megalops Murano & Mauchline, 1999[7]
- Longithorax nouveli O. Tattersall, 1955
- Longithorax similerythrops Illig, 1906[8][9]
- Longithorax valdiviae Wittmann, 2020[10]